# Pròtom d'Osuna

Territori ocupat pel poble turdetà, al sud de la península Ibèrica

La Pròtoma ibera de moltó d'Osuna és una pròtoma en un carreu de calcària que data del 300 aC-101 aC, que representa un moltó, i va ser esculpida pel poble turdetà, la troballa se'n va produir a la localitat d'Osuna, província de Sevilla (Andalusia), al jaciment arqueològic de l'antiga ciutat ibèrica d'Urso.

## Simbologia
Es tracta d'un carreu en alt relleu que representava un moltó, que en l'època ibera s'associava a ritus sobre la fecunditat.

## Característiques
- Forma: pròtoma de moltó.
- Material: calcària.
- Context: edat del ferro II.
- Estil: ibèric.[1]
- Tècnica: alt relleu.
- Altura: 56,5 cm.
- Amplària: 59 cm.
- Grossor: 39,5 cm.

## Conservació
La peça s'exposa de manera permanent al Museu Arqueològic Nacional de Madrid amb el nombre d'inventari 38423.